# Bluespec
Bluespec, Inc. är ett halvledarverktygsdesignföretag med medgrundat av professor Arvind från MIT i juni 2003. Arvind hade tidigare grundat Sandburst 2000, som specialiserat sig på att producera kretskort för 10G-bitars Ethernet- routrar; för denna uppgift hade Arvind utvecklat Bluespec språket, ett hög-nivå funktionell hårdvarubeskrivande programspråk som i princip var Haskell utvidgat för att hantera kretskortsdesign och Electronic Design Automation i allmänhet. Bluespecs huvuddesigner och implementatör var Lennart Augustsson från Chalmers. Bluespec har partiell evaluering (för att konvertera Haskell) och kompileras till term-omskrivningssystem (TRS). Den levereras med ett SystemVerilog gränssnitt.
Bluespec har två produktkategorier. Framförallt för ASIC och FPGA hårdvara designers och arkitekter levererar Bluespec högnivåsyntes (ESL logik syntes) med RTL.
Den första Bluespec arbetseminariet hölls den 13 augusti 2007 på MIT.